# Agyneta rugosa
Agyneta rugosa är en spindelart som beskrevs av Jörg Wunderlich 1992. Agyneta rugosa ingår i släktet Agyneta och familjen täckvävarspindlar.
Artens utbredningsområde är Kanarieöarna och Azorerna.  Inga underarter finns listade i Catalogue of Life.